# Étoile du Sahel
Étoile Sportive du Sahel (în arabă النجم الرياضي الساحلي), este un club sportiv din Sousse din regiunea Sahel din Tunisia, cunoscut în primul rând pentru echipele sale de fotbal și de baschet. Clubul are, de asemenea, secțiuni pentru handbal, volei, judo și lupte libere. ESS a fost fondată la 11 Mai 1925 după o adunare generală sub președinția lui Chedly Boujemla, Ali Laârbi și Ahmed Zaklaoui, la sediul asociației vechilor franco - arabi, școală în strada Laroussi Zarouk, în inima orașului antic Sousse. Scopul întâlnirii a fost înființarea unei societăți de educație sportivă. Drapelul tunisian a fost ales în selectarea culorilor echipei, cămașa roșie cu steaua și pantalonii scurți albi. Autoritățile coloniale franceze au împiedicat utilizarea acestor culori, dar cu insistența șefilor echipei au triumfat și în aceștia din urmă au jucat acest kit. În limba engleză numele înseamnă Sport (sau Athletic ) Star of the Sahel.
În Tunisia, Étoile du Sahel este considerat unul dintre cele mai bune cluburi. Mulți ani a avut reputația de a juca fotbal distractiv. De fapt, clubul a evoluat recent într-o ținută mai profesională capabilă să câștige trofee acasă și în străinătate. Din 1950, ESS a fost încoronat campion intern în zece ocazii. ESS a fost listat ca unul dintre cele mai valoroase cluburi de fotbal din Africa și una dintre cele mai susținute echipe de pe continent.
Étoile Sportive du Sahel a fost prima echipă africană care a câștigat toate competițiile oficiale de club recunoscute de Confederația Fotbalului African.

## Istoria clubului
Clubul a fost fondat în timpul unei întâlniri publice la școala franco - tunisiană de pe strada Laroussi Zarrouk, din Sousse. Chedli Boujemla a fost ales primul președinte al clubului multisport. La Soussienne și La Musulmane („Musulmanul”) au fost respinse ca nume de club în favoarea Étoile Sportive. Membrii clubului au stabilit în cele din urmă, clubul să se numească Étoile Sportive du Sahel pentru a reflecta obiectivul de a reprezenta o regiune mai largă decât Sousse singur. Administrația Protectoratului a recunoscut oficial clubul la 17 iulie 1925. În martie 1926, Ali Larbi a devenit președinte al secției de fotbal a clubului, care a intrat în Federația Tunisiană de Fotbal.

## Rivalități
Classico tunisian este un meci de fotbal între Étoile Sportive du Sahel și alte cluburi tunisiene majore: Espérance Sportive de Tunis (EST), Club Africain (CA) și Club Sportif Sfaxien (CSS). Această denumire este inspirată din El Clásico spaniol dintre Real Madrid și FC Barcelona.
În ceea ce privește locația, ESS este un club destul de izolat, așa că jocurile împotriva US Monastir, ES Hammam-Sousse (chiar la nord de Sousse) și CS M'saken sunt considerate derby-uri locale.

## Palmares și statistici

### Titluri și trofee
| Competiții Naționale | Competiții Continentale |
| - Campionatul Tunisian (11) : - Campioni : 1950, 1958, 1963, 1966, 1972, 1986, 1987, 1997, 2007, 2016, 2023. - Vice-campioni : 1956, 1957, 1959, 1967, 1973, 1976, 1994, 2000, 2001, 2002, 2003, 2004, 2005, 2006, 2008, 2011, 2015, 2017, 2019. - Cupa Tunisiei (10) : - Câștigători : 1959, 1963, 1974, 1975, 1981, 1983, 1996, 2012, 2014, 2015. - Finalistă : 1939, 1946, 1950, 1954, 1957, 1958, 1960, 1967, 1991, 1994, 2001, 2008, 2011, 2018, 2019. - Supercupa Tunisiei (3) : - Câștigători : 1973, 1986, 1987. - Finalistă : 1966. - Cupa Ligii (1) : - Câștigători : 2005. - Cupa Hédi Chaker (1) : - Câștigători : 1965. - Finalistă : 1964. | - Liga Campionilor CAF : - Câștigători (1) - 2007 - Finalistă (2) - 2004, 2005 - Cupa Campionilor Cluburilor Arabe : - Câștigători (1) - 2019 - Cupa Confederației CAF : - Câștigători (2) - 2006, 2015 - Finalistă (1) - 2008 - Supercupa CAF : - Câștigători (2) - 1998, 2008 - Finalistă (3) - 2004, 2007, 2016 - Campionatul Mondial al Cluburilor : - Semifinala (1) - 2007 |

### Finale
| Finale jucate de Étoile du Sahel în Cupele Continentale – CAF | Finale jucate de Étoile du Sahel în Cupele Continentale – CAF | Finale jucate de Étoile du Sahel în Cupele Continentale – CAF | Finale jucate de Étoile du Sahel în Cupele Continentale – CAF | Finale jucate de Étoile du Sahel în Cupele Continentale – CAF | Finale jucate de Étoile du Sahel în Cupele Continentale – CAF | Finale jucate de Étoile du Sahel în Cupele Continentale – CAF | Finale jucate de Étoile du Sahel în Cupele Continentale – CAF | Finale jucate de Étoile du Sahel în Cupele Continentale – CAF | Finale jucate de Étoile du Sahel în Cupele Continentale – CAF | Finale jucate de Étoile du Sahel în Cupele Continentale – CAF | Finale jucate de Étoile du Sahel în Cupele Continentale – CAF | Finale jucate de Étoile du Sahel în Cupele Continentale – CAF | Finale jucate de Étoile du Sahel în Cupele Continentale – CAF | Finale jucate de Étoile du Sahel în Cupele Continentale – CAF | Finale jucate de Étoile du Sahel în Cupele Continentale – CAF | Finale jucate de Étoile du Sahel în Cupele Continentale – CAF | Finale jucate de Étoile du Sahel în Cupele Continentale – CAF | Finale jucate de Étoile du Sahel în Cupele Continentale – CAF |
| Liga Campionilor                                              | Liga Campionilor                                              | Liga Campionilor                                              | Liga Campionilor                                              | Liga Campionilor                                              | Liga Campionilor                                              | Liga Campionilor                                              | Liga Campionilor                                              | Liga Campionilor                                              |                                                               | Cupa Confederației                                            | Cupa Confederației                                            | Cupa Confederației                                            | Cupa Confederației                                            | Cupa Confederației                                            | Cupa Confederației                                            | Cupa Confederației                                            | Cupa Confederației                                            | Cupa Confederației                                            |
| Câștigate                                                     | Câștigate                                                     | Câștigate                                                     | Câștigate                                                     |                                                               | Pierdute                                                      | Pierdute                                                      | Pierdute                                                      | Pierdute                                                      | Câștigate                                                     | Câștigate                                                     | Câștigate                                                     | Câștigate                                                     |                                                               | Pierdute                                                      | Pierdute                                                      | Pierdute                                                      | Pierdute                                                      |                                                               |
| Anul                                                          | Campioni                                                      | Scor                                                          | Adversar                                                      | Anul                                                          | Finalistă                                                     | Scor                                                          | Adversar                                                      | Anul                                                          | Finalistă                                                     | Scor                                                          | Adversar                                                      | Anul                                                          | Finalistă                                                     | Scor                                                          | Adversar                                                      |                                                               |                                                               |                                                               |
| ------------------------------------------------------------- | ------------------------------------------------------------- | ------------------------------------------------------------- | ------------------------------------------------------------- | ------------------------------------------------------------- | ------------------------------------------------------------- | ------------------------------------------------------------- | ------------------------------------------------------------- | ------------------------------------------------------------- | ------------------------------------------------------------- | ------------------------------------------------------------- | ------------------------------------------------------------- | ------------------------------------------------------------- | ------------------------------------------------------------- | ------------------------------------------------------------- | ------------------------------------------------------------- | ------------------------------------------------------------- | ------------------------------------------------------------- | ------------------------------------------------------------- |
| 2007                                                          | Étoile                                                        | 3 - 1                                                         | Al Ahly                                                       | 2004                                                          | Étoile                                                        | 3 - 3 (3-5)                                                   | Enyimba                                                       | 2006                                                          | Étoile                                                        | 1 - 1 (g.d)                                                   | FAR Rabat                                                     | 2008                                                          | Étoile                                                        | 2 - 2 (g.d)                                                   | CS Sfaxien                                                    |                                                               |                                                               |                                                               |
|                                                               |                                                               |                                                               |                                                               | 2005                                                          | Étoile                                                        | 0 - 3                                                         | Al Ahly                                                       | 2015                                                          | Étoile                                                        | 2 - 1                                                         | Orlando                                                       |                                                               |                                                               |                                                               |                                                               |                                                               |                                                               |                                                               |
| Supercupa Africii                                             | Supercupa Africii                                             | Supercupa Africii                                             | Supercupa Africii                                             | Supercupa Africii                                             | Supercupa Africii                                             | Supercupa Africii                                             | Supercupa Africii                                             | Supercupa Africii                                             | Cupa Campionilor Cluburilor Arabe                             | Cupa Campionilor Cluburilor Arabe                             | Cupa Campionilor Cluburilor Arabe                             | Cupa Campionilor Cluburilor Arabe                             | Cupa Campionilor Cluburilor Arabe                             | Cupa Campionilor Cluburilor Arabe                             | Cupa Campionilor Cluburilor Arabe                             | Cupa Campionilor Cluburilor Arabe                             | Cupa Campionilor Cluburilor Arabe                             |                                                               |
| Câștigate                                                     | Câștigate                                                     | Câștigate                                                     | Câștigate                                                     |                                                               | Pierdute                                                      | Pierdute                                                      | Pierdute                                                      | Pierdute                                                      | Câștigate                                                     | Câștigate                                                     | Câștigate                                                     | Câștigate                                                     |                                                               | Pierdute                                                      | Pierdute                                                      | Pierdute                                                      | Pierdute                                                      |                                                               |
| Anul                                                          | Campioni                                                      | Scor                                                          | Adversar                                                      | Anul                                                          | Finalistă                                                     | Scor                                                          | Adversar                                                      | Anul                                                          | Campioni                                                      | Scor                                                          | Adversar                                                      | Anul                                                          | Finalistă                                                     | Scor                                                          | Adversar                                                      |                                                               |                                                               |                                                               |
| 1998                                                          | Étoile                                                        | 2 - 2 (4-2)                                                   | Raja Casablanca                                               | 2004                                                          | Étoile                                                        | 0 - 1                                                         | Enyimba                                                       | 2019                                                          | Étoile                                                        | 2 - 1                                                         | Al-Hilal                                                      |                                                               |                                                               |                                                               |                                                               |                                                               |                                                               |                                                               |
| 2008                                                          | Étoile                                                        | 2 - 1                                                         | CS Sfaxien                                                    | 2007                                                          | Étoile                                                        | 0 - 0 (4-5)                                                   | Al Ahly                                                       |                                                               |                                                               |                                                               |                                                               |                                                               |                                                               |                                                               |                                                               |                                                               |                                                               |                                                               |
|                                                               |                                                               |                                                               |                                                               | 2016                                                          | Étoile                                                        | 1 - 2                                                         | Mazembe                                                       |                                                               |                                                               |                                                               |                                                               |                                                               |                                                               |                                                               |                                                               |                                                               |                                                               |                                                               |

## Alte trofee
| Competiții Regionale – desființate | |
| - Cupa Campionilor din Maghreb : - Câștigători (1) - 1973. - Cupa Cupelor din Maghreb : - Câștigători (1) - 1975. - Cupa Cupelor Arabe : - Finalistă : 1995. | - Cupa Cupelor CAF : - Câștigători (2) - 1997, 2003. - Cupa CAF : - Câștigători (2) - 1995, 1999. - Finalistă (1) : 1996, 2001. |

### Finale
| 1973      | Étoile du Sahel | 2 - 0       | Belouizdad       | 1975     | Étoile du Sahel | 0 - 0 (4-3) | Mohammédia       | 1995     | Étoile du Sahel  | 0 - 1            | Club Africain    |                  |
| Cupa CAF  | Cupa CAF        | Cupa CAF    | Cupa CAF         | Cupa CAF | Cupa CAF        | Cupa CAF    | Cupa CAF         | Cupa CAF | Cupa Cupelor CAF | Cupa Cupelor CAF | Cupa Cupelor CAF | Cupa Cupelor CAF |
| Câștigate | Câștigate       | Câștigate   | Câștigate        |          | Pierdute        | Pierdute    | Pierdute         | Pierdute | Câștigate        | Câștigate        | Câștigate        | Câștigate        |
| Anul      | Campioni        | Scor        | Adversar         | Anul     | Finalistă       | Scor        | Adversar         | Anul     | Campioni         | Scor             | Adversar         |                  |
| 1995      | Étoile du Sahel | 2 - 0       | Kaloum Star      | 1996     | Étoile du Sahel | 3 - 3 (g.d) | Kawkab Marrakech | 1997     | Étoile du Sahel  | 2 - 1            | FAR Rabat        |                  |
| 1999      | Étoile du Sahel | 2 - 2 (g.d) | Wydad Casablanca | 2001     | Étoile du Sahel | 2 - 2 (g.d) | JS Kabylie       | 2003     | Étoile du Sahel  | 3 - 2            | Julius Berger    |                  |

## Referință
1. ↑  Competiții africane de club recunoscute de CAF – Record Sport Soccer Statistics Foundation

## Legături externe
- Official Site